# Contea di Chindu
La contea di Chindu (称多县S, Chènduō XiànP) è una contea della Cina, situata nella provincia di Qinghai e amministrata dalla prefettura autonoma tibetana di Yushu.